# Bourke (New South Wales)
Bourke ist eine Stadt im Norden des australischen Bundesstaates New South Wales. Sie liegt etwa 800 Kilometer nordwestlich von Sydney am Südufer des Darling River, den im Norden der Stadt zwei Brücken überqueren. Bourke kann über den Mitchell Highway und über den Flughafen Bourke erreicht werden.
Im Jahr 2016 lebten im Ort 1535 Personen, davon sind 35,7 % Aborigines.

## Geschichte

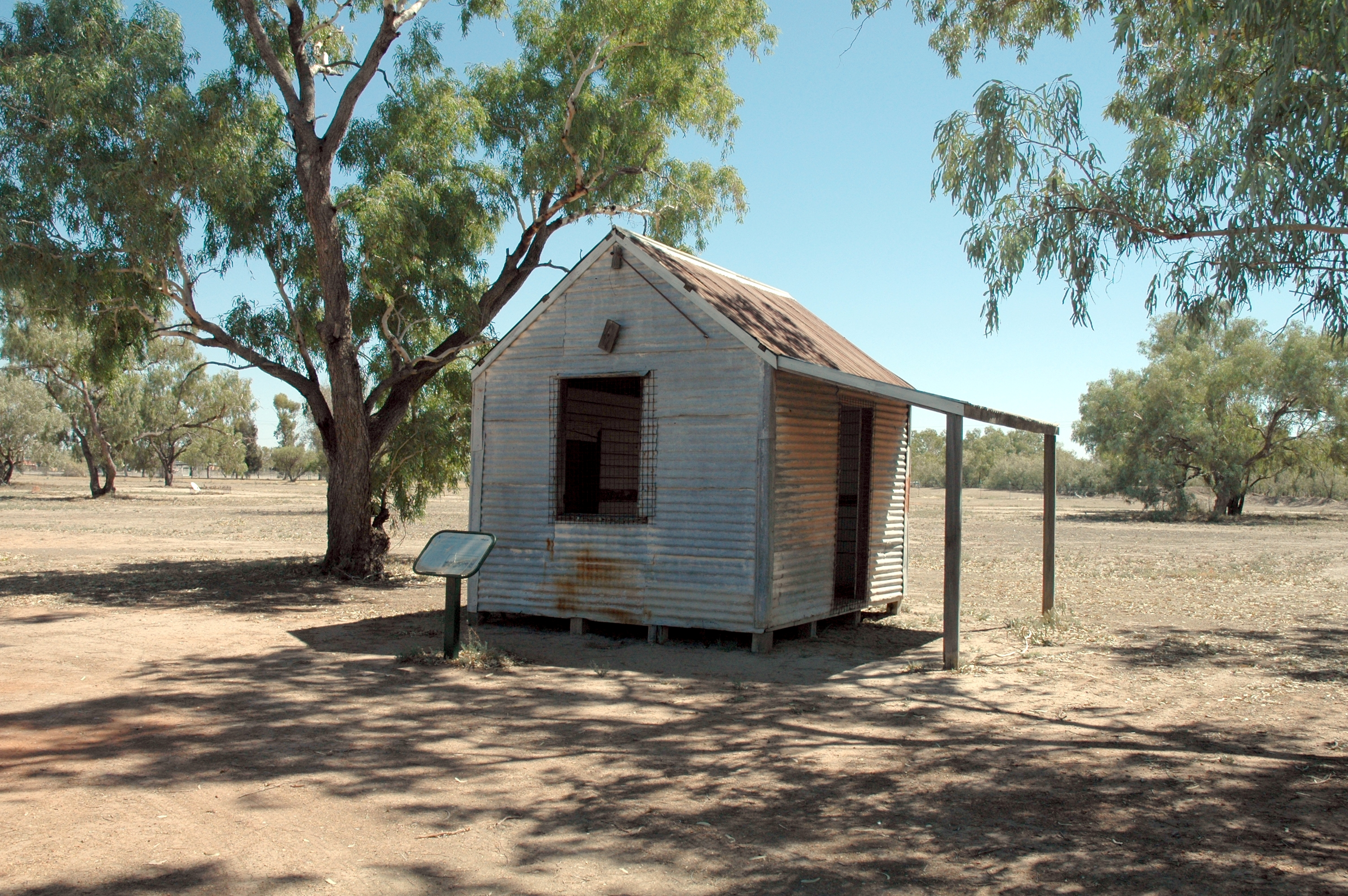
Historisches Bethaus der Kamelführer

Bourke wurde in den 1820er Jahren von britischen Siedlern besiedelt. Der Ort hieß ursprünglich Prattenville und wurde in den 1830ern nach dem Gouverneur von New South Wales, Richard Bourke, umbenannt. Früher wurde Bourke von Kamel-Karawanen versorgt (→ Kamele in Australien) und war Heimat einer großen afghanischen Gemeinschaft von Kameltreibern, wovon heute noch eine Moschee auf dem Gelände des Friedhofes zeugt.
Ursprünglich stellte Bourke einen bedeutenden Hafen für den Abtransport von Wolle der in der Umgebung gezüchteten Schafe dar. Der Hafen am Fluss wurde jedoch aufgegeben, nachdem Bourke im Jahre 1886 an das Eisenbahnnetz angeschlossen wurde. Der Eisenbahnbetrieb wurde im Jahre 1988 eingestellt. Der ehemalige Bahnhof beherbergt heute ein Touristen-Informationszentrum.
|                       | Jan  | Feb  | Mär  | Apr  | Mai  | Jun  | Jul  | Aug  | Sep  | Okt  | Nov  | Dez  |   |      |
| Mittl. Tagesmax. (°C) | 36,4 | 35,3 | 32,4 | 27,4 | 22,2 | 18,5 | 17,9 | 20,5 | 24,5 | 28,9 | 32,6 | 35,4 | ⌀ | 27,6 |
| Mittl. Tagesmin. (°C) | 20,9 | 20,5 | 17,6 | 12,9 | 8,8  | 5,9  | 4,7  | 6,2  | 9,3  | 13,3 | 16,8 | 19,5 | ⌀ | 13   |
|                       |      |      |      |      |      |      |      |      |      |      |      |      |   |      |
| Niederschlag (mm)     | 41,9 | 42,2 | 34,8 | 27,5 | 30,4 | 27,3 | 23,4 | 20,0 | 19,9 | 26,3 | 29,1 | 32,2 | Σ | 355  |
|                       |      |      |      |      |      |      |      |      |      |      |      |      |   |      |
| Regentage (d)         | 4,0  | 4,1  | 3,8  | 2,8  | 4,0  | 4,3  | 4,4  | 3,7  | 3,6  | 4,4  | 3,9  | 4,2  | Σ | 47,2 |

| 20,9 |

| 20,5 |

| 17,6 |

| 12,9 |

| 8,8 |

| 5,9 |

| 4,7 |

| 6,2 |

| 9,3 |

| 13,3 |

| 16,8 |

| 19,5 |

| 20,9 |

| 20,5 |

| 17,6 |

| 12,9 |

| 8,8 |

| 5,9 |

| 4,7 |

| 6,2 |

| 9,3 |

| 13,3 |

| 16,8 |

| 19,5 |

## Wirtschaft
Die Landschaft rund um Bourke wird durch die Schafzucht sowie von einigen Obst- und Baumwoll-Feldern in der Nähe des Darling Rivers geprägt. In der Gegend herrschte 2005–2008 eine große Trockenheit, welche die Existenz der Landwirtschaft gefährdete.
Um die Wirtschaft wieder zu beleben, investierte Bourke in den Jahren 2008/09 in den alten Hafen und will den Tourismus mit Dampfschiffen attraktiv machen.

## Persönlichkeiten
- Jobie Dajka (1981–2009), Radsportler
- Jane Harrison (* 1960), Theater-Schriftstellerin
- Dyana Calub (* 1975), Schwimmerin
- Mathew Helm (* 1980), Wasserspringer